# Pacomio il Serbo
Pacomio il Serbo (in russo Пахомий Серб?, in serbo Пахомије Србин?, noto anche come Pacomio Logoteta, in russo Пахомий Логофет?, in greco Παχώμιος Λογοθέτης?; ... – 1484) è stato un agiografo serbo del XV secolo che, dopo aver preso i voti monastici, si è formato sul Monte Athos e ha imparato lo stile ornato della letteratura serba medievale. La Russian Early Texts Society gli attribuisce la versione serba di Barlaam e Iosafat dal greco antico.
Negli anni 1450 e 1460 risiedette nel Monastero della Trinità di San Sergio, a nord di Mosca. Una delle sue principali imprese fu la traduzione in russo del Nuovo Testamento. Verso il 1470 l'arcivescovo Giona (Iona) gli chiese di stabilirsi a Novgorod, dove elaborò una serie di agiografie di santi locali. È stato ipotizzato che anche il Racconto dei principi di Vladimir sia stato scritto da Pacomio.

## Biografia
Arrivò a Novgorod alla fine degli anni '30 o all'inizio degli anni '40, durante l'arcivescovato di Evfimij II di Novgorod (1429-1458) e, sotto l'egida di Evfimij, compose la Vita di Barlaam di Chutyn, il fondatore del monastero di Chutyn, e il "Racconto del viaggio di Giovanni (Il'ja, arcivescovo di Novgorod 1165-1186) su un diavolo a Gerusalemme":  Si recò poi al Monastero della Trinità di San Sergio, a nord di Mosca, dove compose la Vita di Sergio di Radonež, il fondatore di quel monastero. Tornò a Novgorod sotto l'arcivescovo Iona (1458-1470) e compose le Vite di diversi santi vescovi di Novgorod, tra cui quelle di Il'ia (Ioann) e Evfimii II. In seguito compose la Vita di Moisei, arcivescovo di Novgorod, nel 1484. Morì in quello stesso anno.

## Opere
Si ritiene che Pacomio abbia scritto undici vite di santi (žitie), tra cui quelle del metropolita Pietro di Mosca, Stefano di Perm', Giovanni di Novgorod, Mosè di Novgorod, Evfimij II di Novgorod, Giona di Novgorod, il principe Michele di Černihiv, Barlaam di Chutyn, Sergio di Radonež e altri. Scrisse anche quattordici funzioni religiose, tra cui quelle per Evfimij II, la Madre di Dio del Segno di Novgorod, il metropolita Alessio di Mosca, Antonio di Kiev e il Metropolita Giona di Mosca.